# Alireza Alavian
Alireza Alavian (en persan : علیرضا علویان) est un cinéaste Iranien, né le 17 décembre 1979 à Téhéran.

## Biographie
Alireza est né à Téhéran le 12 décembre 1979. Il a commencé sa carrière dans le cinéma en 2001 en tant qu’assistant du son. En 2003, il a été mixeur du son du film Salad-e fasl (en) réalisé par Fereydoun Jeyrani. Il a travaillé avec les réalisateurs iraniens les plus connus et a reçu de nombreux prix. Il a également reçu le prix international du son pour la conception et le montage sonore du court-métrage An Sooy e Bonbast (2012) au Best Shorts Competition - Festival du film de Californie, une première pour l'Iran.

## Filmographie

### Cinéma
Alireza Alavian a travaillé comme designer sonore sur plus de 226 films. La liste suivante présente les films sortis en France :
- 2024 : Chroniques de Téhéran
- 2023 : Cause of Death: Unknown
- 2022 : Troisième Guerre mondiale
- 2022 : Beyond the Wall
- 2019 : Une nuit à Téhéran
- 2018 : À l'heure de Damas
- 2018 : The Last Fiction (en)
- 2018 : Trois visages
- 2018 : Sheeple
- 2017 : Cas de conscience (en)
- 2017 : Un homme intègre
- 2016 : Life and a Day
- 2016 : Bodyguard
- 2016 : Salaam Mumbai (en)
- 2016 : Malaria (en)
- 2016 : Enchantée (en)
- 2015 : Les Rives du destin
- 2015 : Mercredi 9 mai (en)[1]
- 2014 : Un jour nouveau
- 2014 : Che
- 2013 :  The Corridor (film) (en)
- 2012 : I Am a Mother (en)
- 2012 : La dernière étape (en)
- 2012 : Un scandale
- 2007 : Santouri

### Télévision
- 2014 - 2018 : Shahrzad (série télévisée)

## Récompenses et distinctions

### Récompenses
- 2010 : Crystal Simorgh du 28e Festival international du film Fajr pour le meilleur mixage et montage sonore du film Anahita (fa)[2]

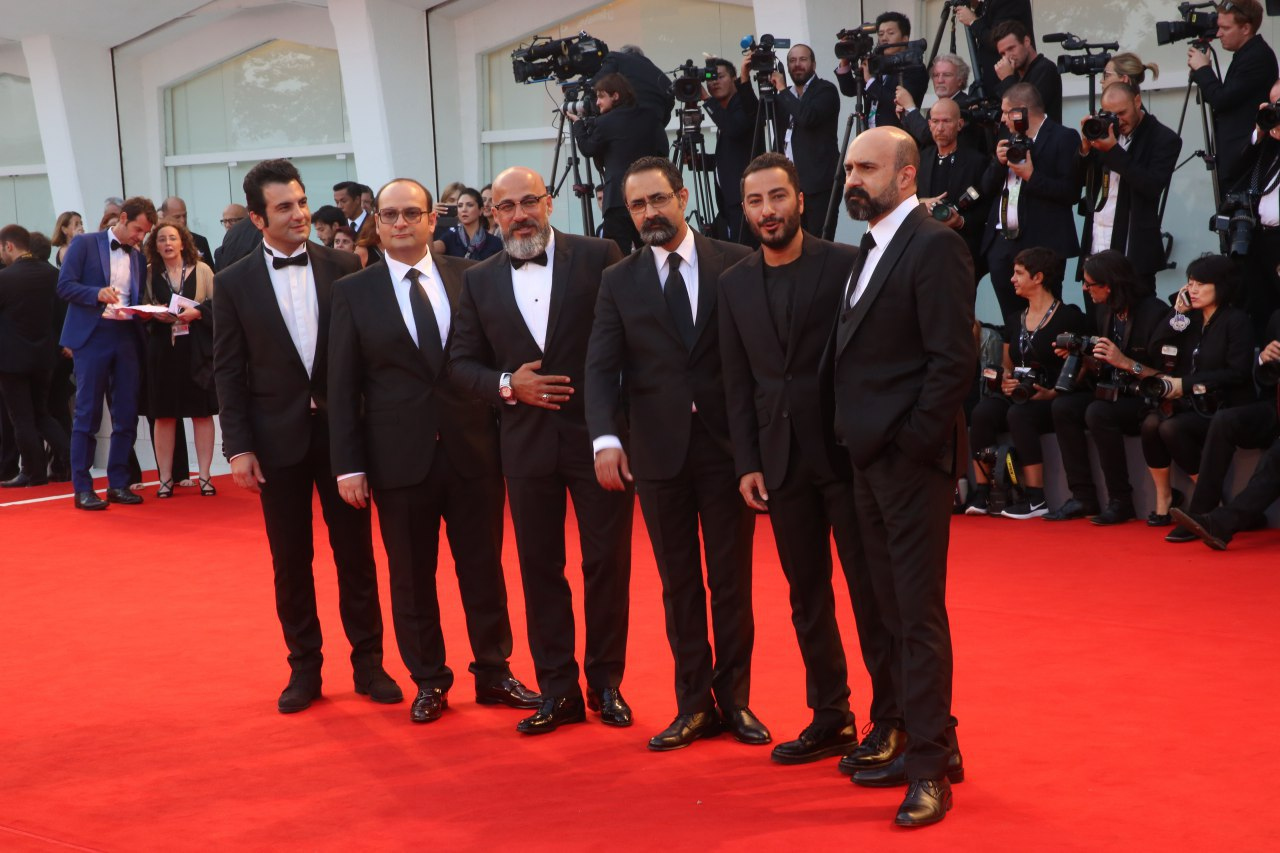
Alireza Alavian, Amir Aghaei, Vahid Jalilvand, Navid Mohammadzadeh et Ali Jalilvand à la Mostra de Venise 2017.

- 2011 : Prix du jury du Jam-e-Jam Television Festival pour le meilleur montage sonore du film Histoires et variétés[3]
- 2012 : Prix du Merit pour le meilleur montage sonore du film An Sooy e Bonbast[4]
- 2013 : Jasmine d'or pour le meilleur montage sonore du film Se Mahi (« Three Fish »)[5]
- 2014 :
  - Prix du jury de l'Iran's Film Critics and Writers Association pour le meilleur mixage sonore du film Che[6]
  - Crystal Simorgh du 32e Festival international du film Fajr pour le meilleur mixage et montage sonore du film Che[2]
  - Prix d'or du Festival international d'animation de Téhéran pour le meilleur montage sonore du film Ils en vie[7]
- 2017 : Crystal Simorgh du 35e Festival international du film Fajr pour le film Cas de conscience
- 2018 : Crystal Simorgh du 36e Festival international du film Fajr pour les films À l'heure de Damas et Sheeple
- 2021 : Crystal Simorgh du 39e Festival international du film Fajr pour le film Majorité
- 2022 : Crystal Simorgh du 40e Festival international du film Fajr pour les films Sans rendez-vous préalable et Grassland
- 2023 : Crystal Simorgh du 41e Festival international du film Fajr pour le film Yadgare Jonoob

### Honneurs
- 2007 : Prix du jury du festival 12th Iran Cinema Celebration pour le meilleur mixage et montage du film Iran me manque
- 2009 : Crystal Simorgh de 28e Festival International du Film Fajr pour le meilleur mixage et montage du film Bidari-e Royaha
- 2015 : Crystal Simorgh de 33e Festival International du Film Fajr pour le meilleur mixage et montage du film Je suis Diego Maradona
- 2019 : Prix du jury du 13e Cinema Vérité Film Festival pour le meilleur mixage et montage du film Khosouf